# Louis-Marie Faudacq
Louis-Marie Faudacq né le 19 mai 1840 à Givet (Ardennes) et mort le 31 mai 1916 à Ploubazlanec (Côtes-d'Armor) est un douanier, peintre et graveur français.

## Biographie
Louis-Henry Faudacq, le grand-père de Louis-Marie Faudacq, est né en 1751 à Dieppe. Muté en Normandie en février 1800, son épouse donne naissance en 1803 à Vasouy (Calvados) à Louis-Désiré, père de l'artiste. Celui-ci devient receveur des douanes à Paimpol après avoir eu des affectations dans différentes régions et s’être marié avec Marie-Yvonne-Louis Burril, née en 1820 à Paimpol. Il finit sa carrière comme lieutenant principal des douanes. Il meurt en 1887.
Alors que son père est capitaine des douanes, affecté à la frontière franco-belge, Louis-Marie Faudacq naît le 19 mai 1840 à Givet (Ardennes). Les témoins à la mairie sont deux brigadiers des douanes. Fidèle à la tradition familiale, il intègre à son tour les douanes en 1858. Pendant ses congés, Louis-Marie Faudacq fréquente régulièrement la région de Paimpol. Au bout de quelques années, il demande une mutation en Bretagne. En février 1868, il obtient d’être affecté à Cancale, en tant que receveur. Dès le mois de mai, il rejoint un nouveau poste à Lézardrieux.

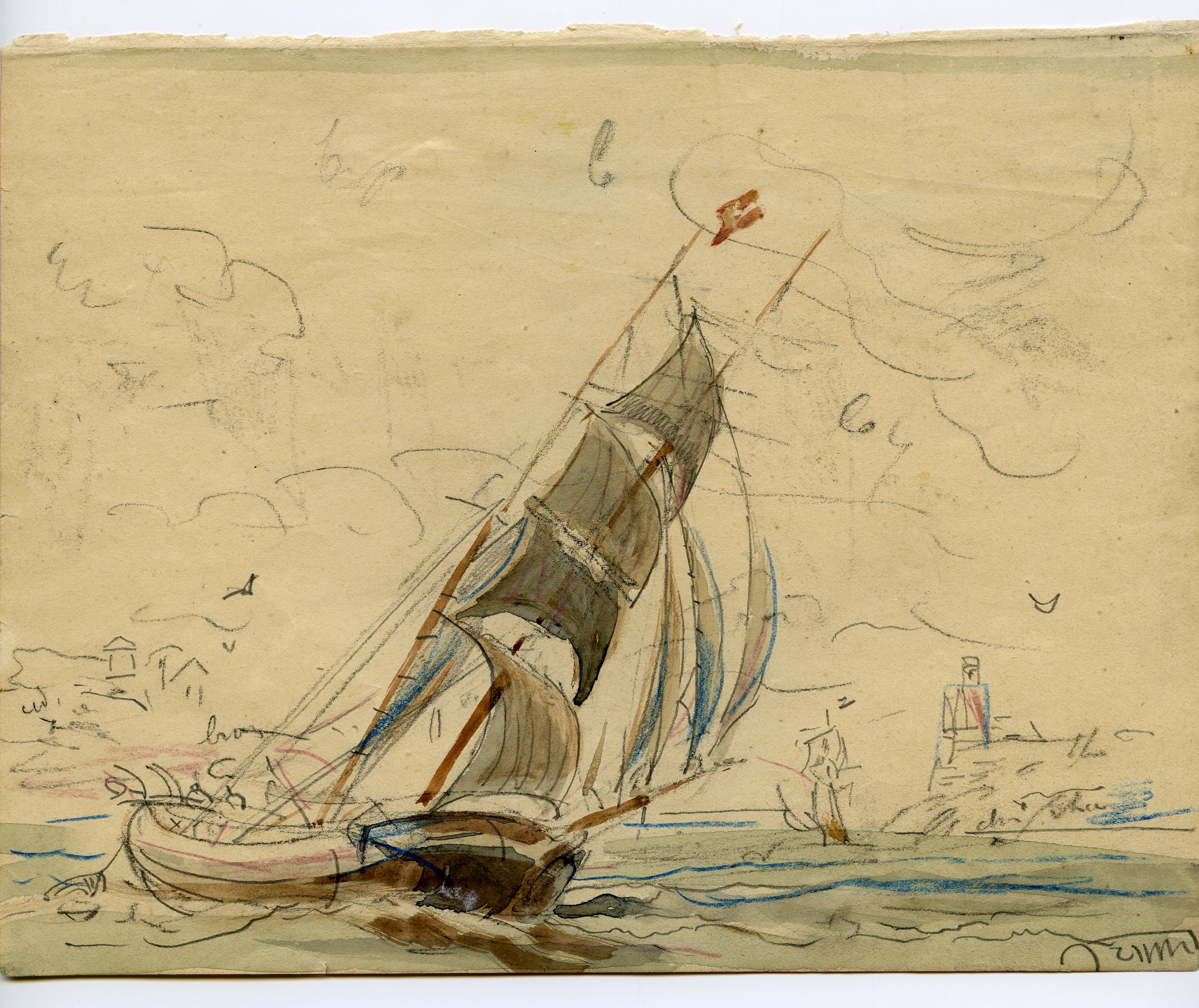
Brick remontant la rivière, aquarelle, musée d'Art et d'Histoire de Saint-Brieuc.

À côté de sa carrière dans l’administration, il se passionne pour le dessin et l’aquarelle. Il est l’élève d’Alfred-Charles Foulongne (1821-1897),,, et expose au Salon de 1880. Il s’inspire durant quelques années de l´école de Barbizon, puis son style évolue et devient plus proche de celui d'Eugène Boudin. Son retour en Bretagne ne l’empêche pas de produire quelques dessins et gravures des paysages septentrionaux : en 1880, la Revue de Champagne et de Brie signale ainsi à ses lecteurs une de ses gravures réalisée à Mardyck.
Il quitte son poste à Lézardrieux en 1883, date à laquelle il est affecté  à Tréguier. Il reste à ce nouveau poste jusque sa retraite en 1900. C'est à ce titre qu'il demande un meilleur balisage de la rivière de Tréguier et qu'il s'intéresse aux amendements marins, notamment aux goémon d'épaves arrachés à l'Île d'Er et aux gisements de sable et de maërl du banc du Taureau situé en amont du phare de la Corne.
En  1892, il s’installe à Ploubazlanec à la Lande Saint-Denis, non loin du bourg, sur la route de l’Arcouest. L’artiste est engagé au service d’associations caritatives en faveur des marins et de leur famille. Il est  également l’un des plus fidèles correspondants réguliers de la revue Le Yacht. Dans sa maison, il fait construire un atelier avec une grande baie vitrée sur son pignon. Il meurt le 31 mai 1916.

## Œuvre
Louis-Marie Faudacq travaille à la mine de plomb, au fusain, à l'encre, à la gouache, à l'huile, à l’aquarelle, au lavis, à la gravure à l'eau-forte, etc. Ses dessins sont souvent dépouillés, mais vivants et suggestifs. Il s'est également intéressé à l'art sacré en participant à la décoration de l’église Notre-Dame de Bonne-Nouvelle de Paimpol, réalisant les cartons pour les vitraux Les Naufragés d’Islande implorant Notre-Dame de Bonne Nouvelle et Mgr de la Romagère visitant les cholériques à Paimpol en 1832.
Le douanier Faudacq est aussi un observateur qui transmet par son œuvre un témoignage sur la Bretagne à la fin du XIXe siècle, les lieux, les métiers, les bateaux, etc. Ainsi, ses œuvres montrent le port de Lézardrieux sans quai ni jetée, et les navires échouant au bord d'un talus bordant la mer et sur la vasière du Prostern.
Il croque sur le vif les manœuvres sous voiles, le halage des embarcations, le déchargement des galéasses, les postures et attitudes des marins, etc...

Œuvres de Louis-Marie Faudacq
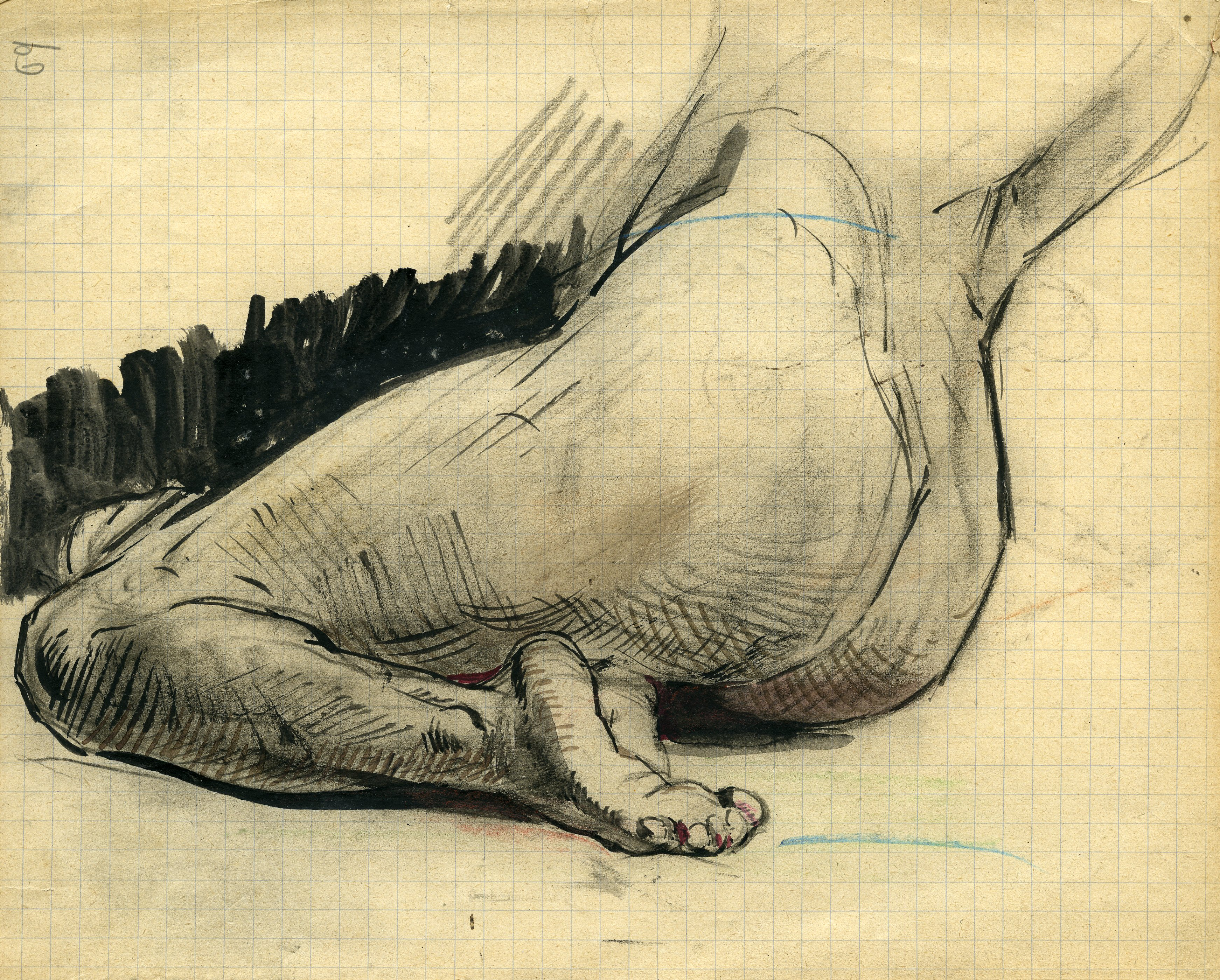
Nu de dos, musée d'Art et d'Histoire de Saint-Brieuc.
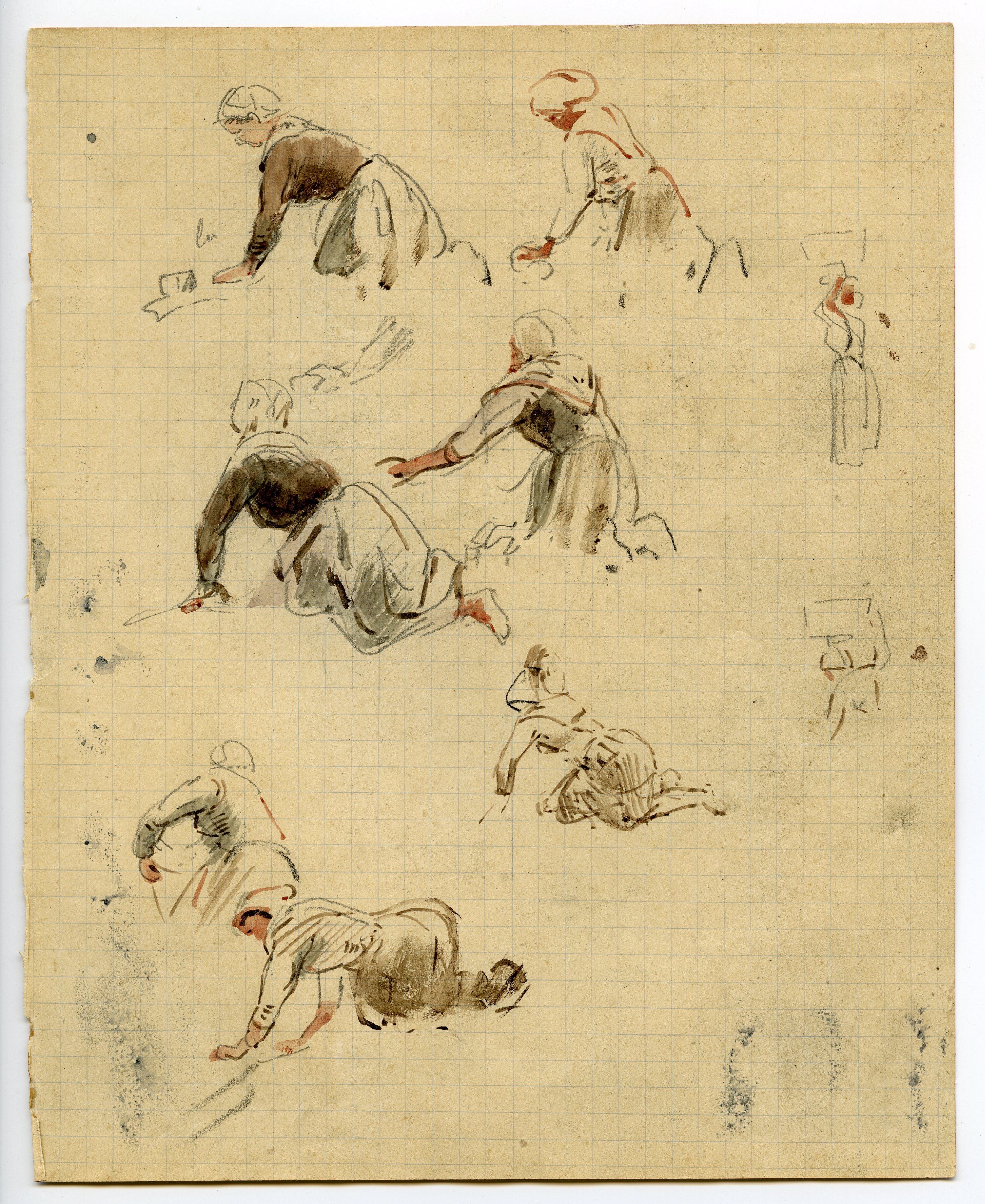
Lavandières, musée d'Art et d'Histoire de Saint-Brieuc.
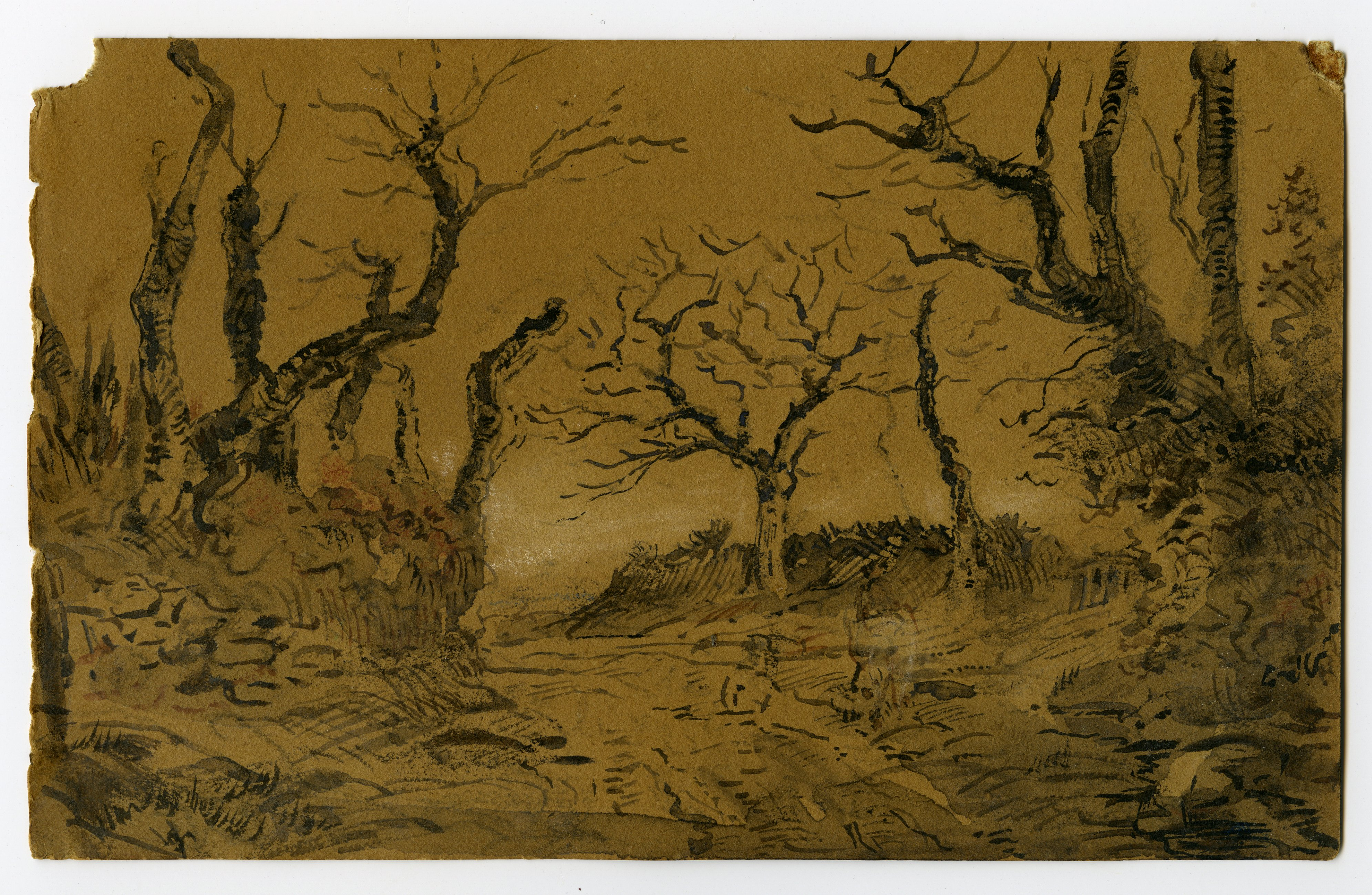
Chemin bordé de talus en hiver, musée d'Art et d'Histoire de Saint-Brieuc.
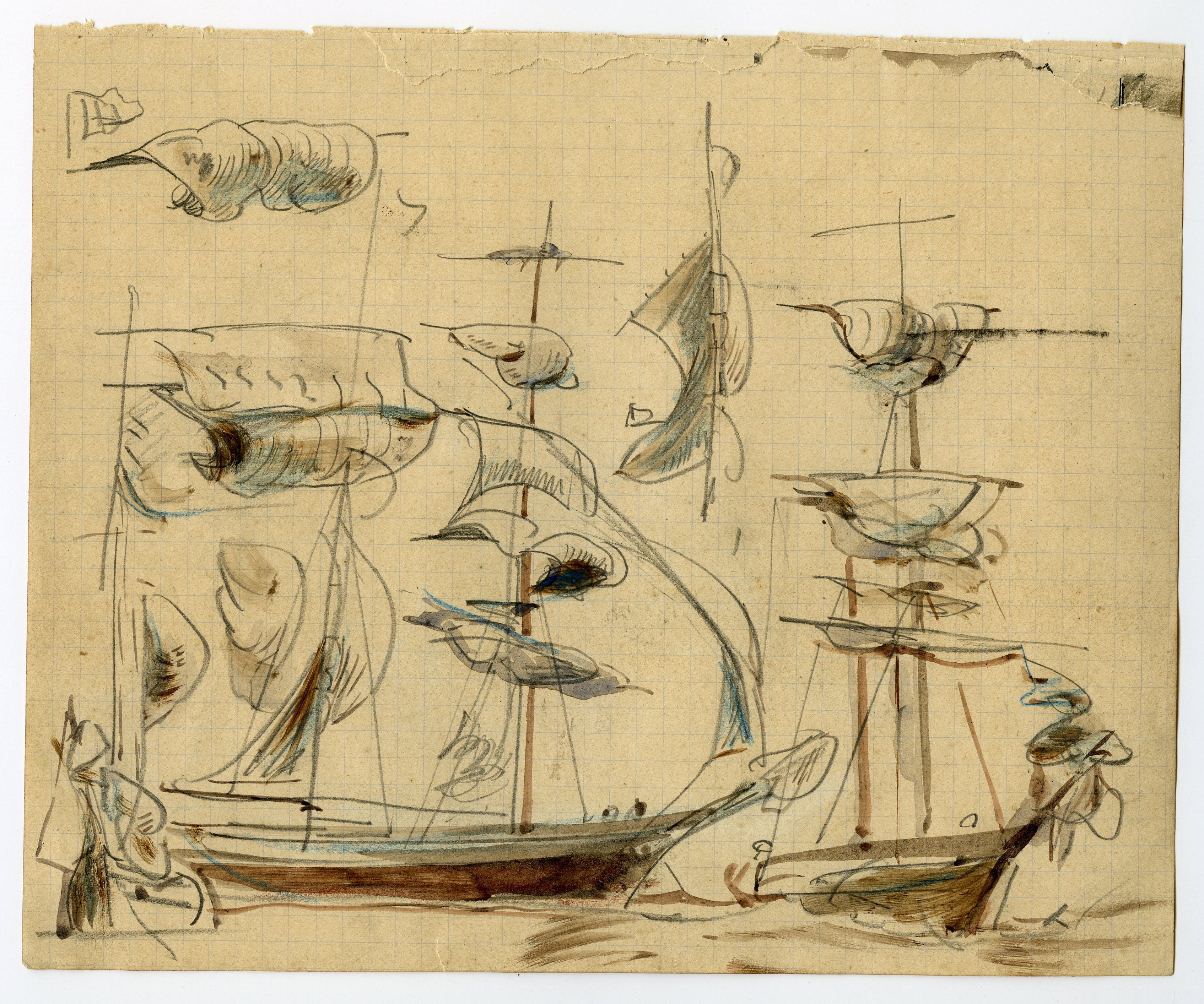
Brick, deux mâts de 3/4, musée d'Art et d'Histoire de Saint-Brieuc.
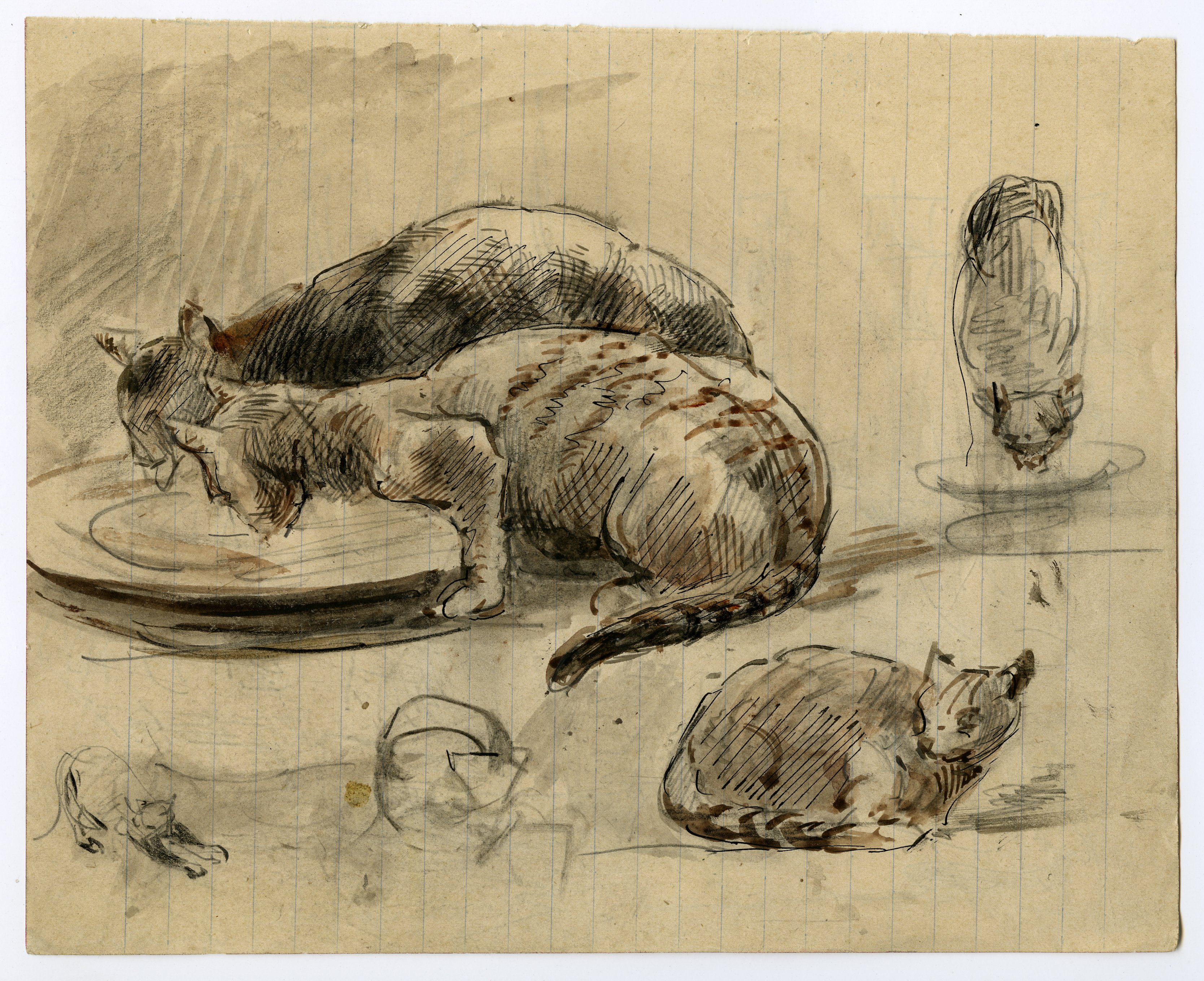
Étude de chats, musée d'Art et d'Histoire de Saint-Brieuc.

## Postérité
Ses participations au Salon suscitent à l'époque peu d'écho. 50 ans plus tard, Paul Signac remarque, signale et collectionne ses œuvres. En 1992, des dessins sont présentés au château de la Roche-Jagu dans l'exposition La mer et les jours. Un premier ouvrage lui est consacré en 2003, Faudacq, œuvres marines, puis une première exposition a lieu en 2004 à Tréguier et une seconde au musée d'Art et d'Histoire de Saint-Brieuc en 2007, seule institution publique française à conserver des dessins de l'auteur.